# Eglhausen
Eglhausen ist ein Kirchdorf und Gemeindeteil der Gemeinde Hohenkammer im oberbayerischen Landkreis Freising.

## Geschichte
Bereits 828 wurde Eglhausen erstmals erwähnt, als ein Adalhart seinen Grundbesitz zu Hegilinhusun dem Dom zu Freising vermachte. Der Ort gehörte seit der Zeit Bischof Egilberts (1005–1039) bis zur Säkularisation 1802/3 zur Hofmark des Klosters Weihenstephan. Am 1. Januar 1972 wurde die durch das Gemeindeedikt von 1818 gegründete Gemeinde Schlipps, zu der Eglhausen gehörte, im Zuge der kommunalen Neuordnung in Bayern aufgelöst und nach Hohenkammer eingemeindet.
Markantestes Bauwerk des Ortes ist die katholische Filialkirche St. Stephanus aus dem frühen 13. Jahrhundert.